# Павел Гюргинчев
Павел Александров Гюргинчев е български поет и юрист.

## Биография
Роден е на 2 март 1908 година в Кратово, Османската империя, в семейството на революционера Александър Гюргинчев (1879 – 1922). В 1922 година семейството му се мести в Кюстендил, където Гюргинчев завършва Смесената гимназия. Завършва Юридическия факултет на Софийския университет в 1937 година.

Още като ученик пише стихове и участва в литературни кръжоци. Автор е на химна на гимназията. Публикува в различни вестници и списания. Поддържа връзки с писателите Димитър Талев и Николай Фол. Сътрудничи на вестник „Кюстендил“. В периода 1935 – 1941 година редактира рубриката „Страница на младите“. При освобождението на Вардарска Македония в 1941 година се установява в Скопие, където работи като адвокат. Защитава леви дейци. В 1944 година, с изтеглянето на българските войски от Вардарска Македония, се връща в Кюстендил и в периода 1945 – 1949 година работи като адвокат. От 1949 година работи в Благоевград, а след като се пенсионира в 1972 година, се връща в Кюстендил.
Умира на 24 април 1979 година.